# Nadleśnictwo Niedźwiady

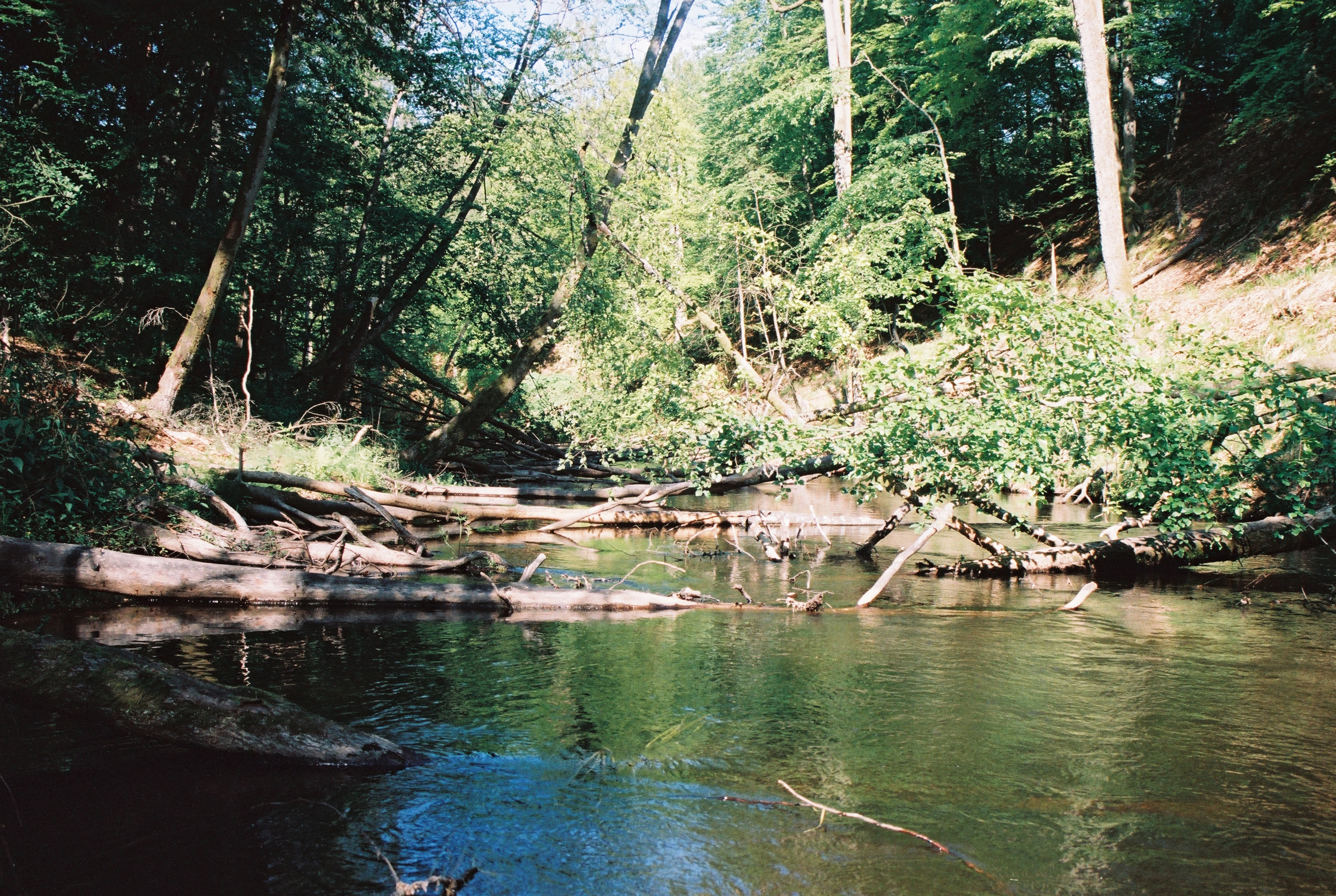
Rzeka Brda w rezerwacie Przytoń

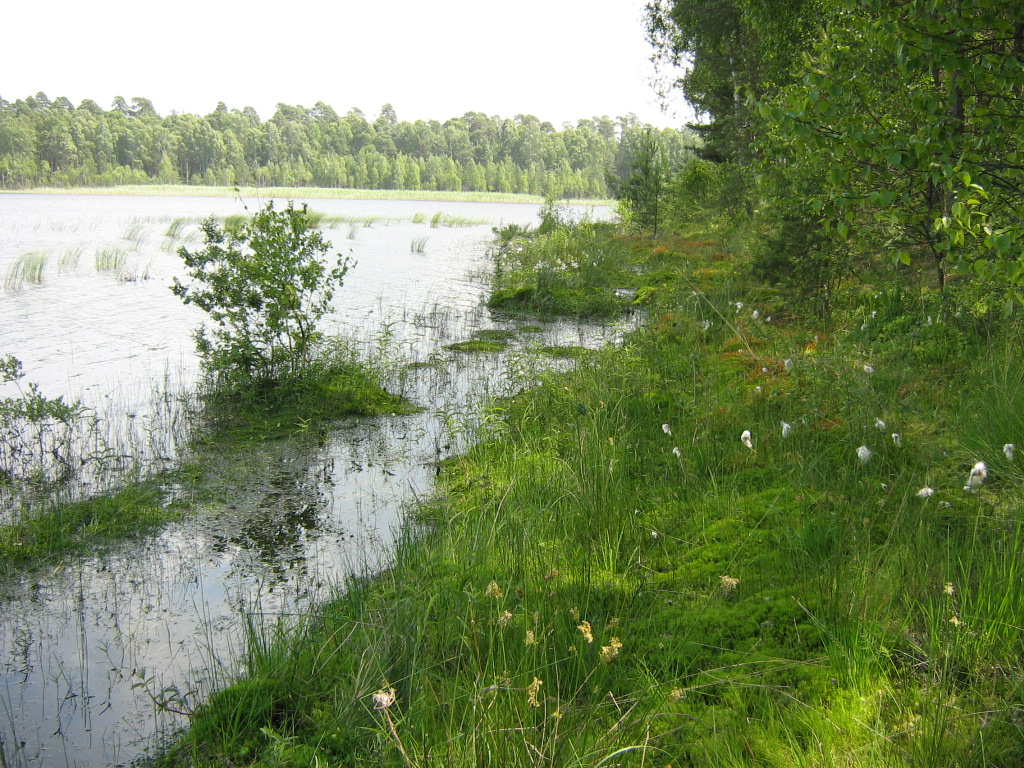
Rezerwat przyrody Jezioro Krasne

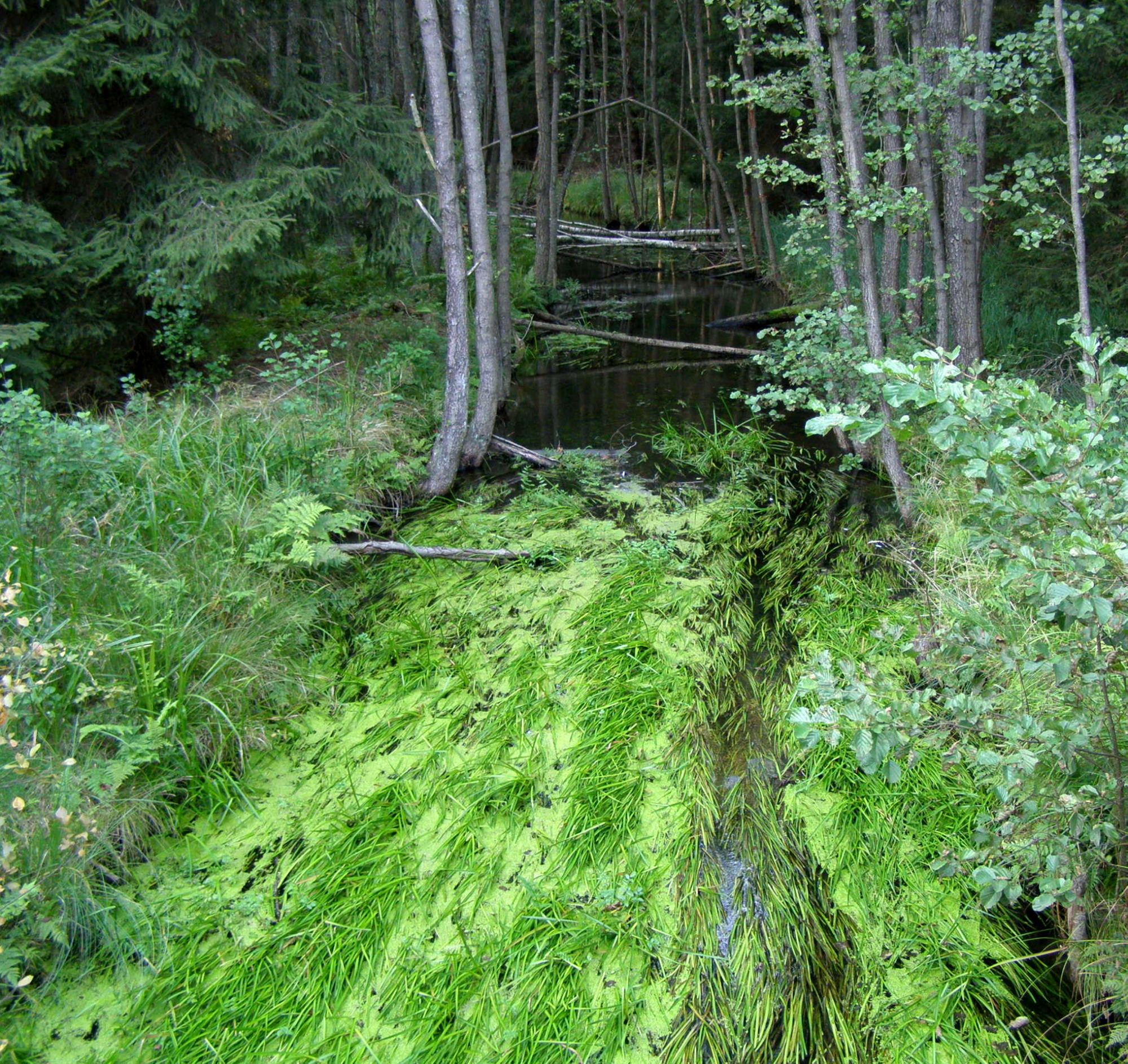
Rzeka Lipczynka

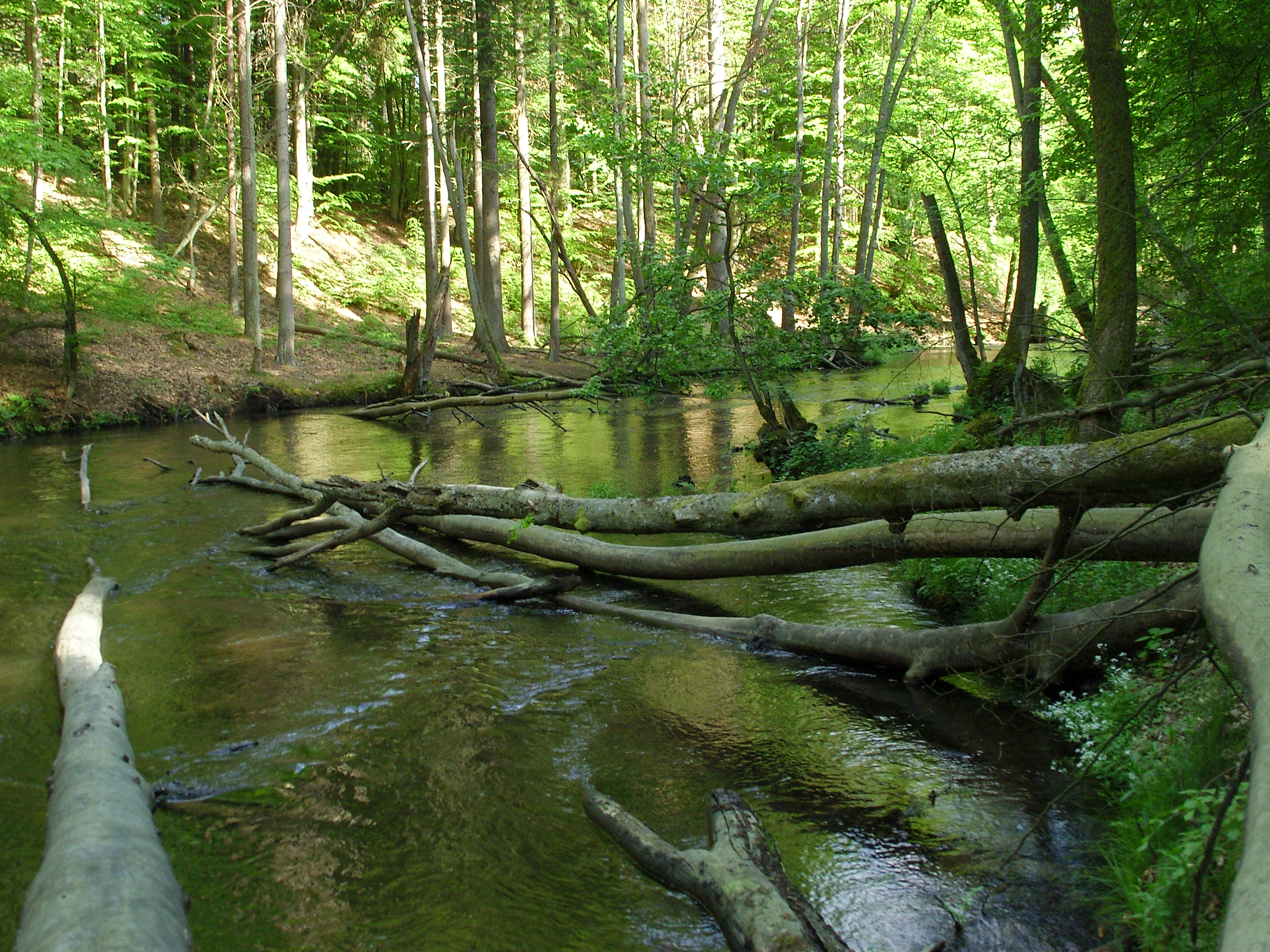
Rzeka Brda w okolicy Nowej Brdy

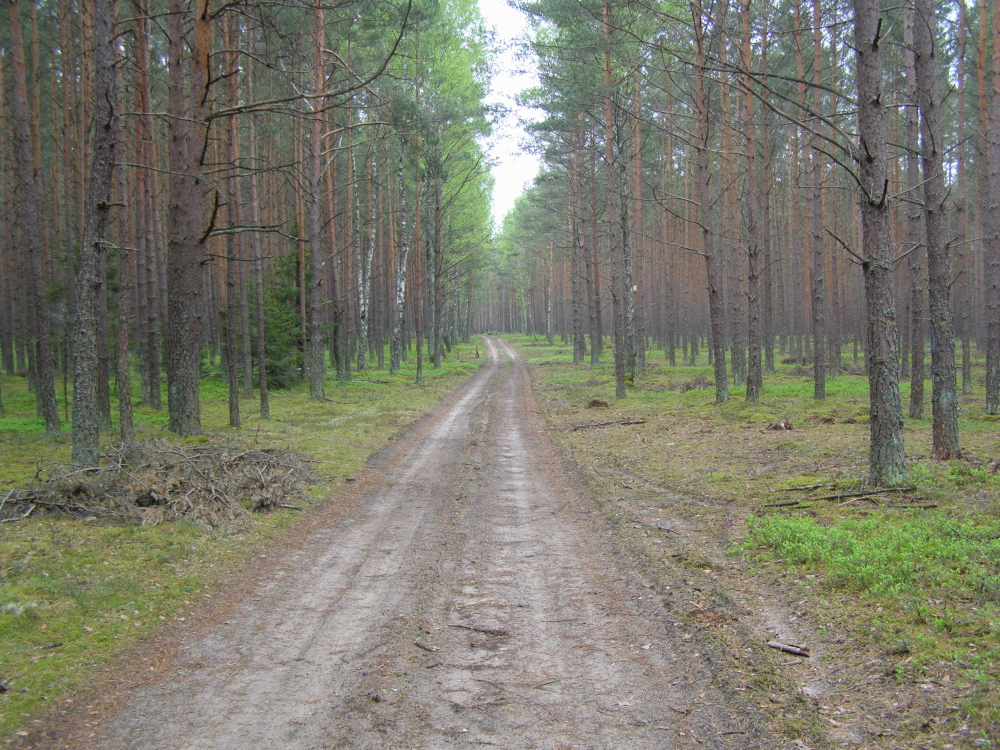
Bór sosnowy w okolicy Jeziora Krasne

Nadleśnictwo Niedźwiady – nadleśnictwo podlegające pod Regionalną Dyrekcję Lasów Państwowych w Szczecinku położone w południowo-zachodniej części woj. pomorskiego na terenie gmin Koczała, Przechlewo i Rzeczenica. Niewielki fragment położony jest w południowo-wschodniej części woj. zachodniopomorskiego na terenie gminy Biały Bór. Lasy nadleśnictwa położone są w Wielkopolsko-Pomorskiej krainie przyrodniczo-leśnej. W lasach nadleśnictwa dominuje sosna (95,7%), w młodszych drzewostanach wzrasta udział gatunków liściastych.

Obszar nadleśnictwa podzielony jest na trzy obręby: 
- Obręb Niedźwiady – 10 tys. ha
- Obręb Przechlewo – 6 tys. ha
- Obręb Rudawa - 10 tys. ha

## Historia

### Przed 1945
Pierwsze nadleśnictwo na terenie dzisiejszego Nadleśnictwa Niedźwiady powstało w Sporyszu (Zanderbrück) pod koniec XVIII wieku. W 1860 leśnictwo Żołna (Eisenbrück) przekształcono w nadleśnictwo o powierzchni 10 612 ha. W 1875 powstało nadleśnictwo w Suszce (Pflastermühl), a w 1900 Niedźwiadach (Bäreneiche). W latach 1900–1914 wybudowano wiele nowych leśniczówek. Po I wojnie światowej odłączono część lasów nadleśnictwa Żołna (Kobyle Góry i Rosocha), pozostałą część przyłączono do nadleśnictwa Niesiłowo (Schulzenwalde) w 1929.
W okresie międzywojennym działały na tym obszarze nadleśnictwa: Żołna (Eisenbrück), Sporysz (Zanderbrück), Suszka (Pflastermühl), Niedźwiady (Bäreneiche) i Niesiłowo (Schulzenwalde). Od 1929 funkcjonowały one w ramach jednostki administracyjnej Bory Człuchowskie (Schlochauer Heide) obejmującej lasy o powierzchni 27 211 ha stanowiące 16% obszaru powiatu Człuchowskiego (Landkreis Schlochau).

### Po 1945
W 1945 po przyłączeniu tych terenów do Polski utworzone zostały nadleśnictwa Niedźwiady i Rudawa.
W 1948 Nadleśnictwo Niedźwiady obejmowało tereny o powierzchni 9362 ha. W skład Nadleśnictwa Niedźwiady wchodziły leśnictwa: Kamionka, Dębie, Olszyny, Nowa Brda i Łabędzie Bagno. W latach 1946–1947 przyłączono leśnictwa Przechlewko, Lipczynek i Nowa Brda I. W 1947 r. weszły one w skład nadleśnictwa Przechlewo, a przyłączone zostały z nadleśnictwa Lipczyno leśnictwa Stara Brda, Załęzie, Pustowo i Żołna. Nazwy i podział leśnictw ulegały wielokrotnym zmianom. W początkowym okresie posługiwano się niemieckimi nazwami leśnictw.
Nadleśnictwo Rudawa obejmowało części przedwojennych nadleśnictw Suszka oraz Sporysz. W 1947 r. powierzchnia nadleśnictwa wnosiła 7673 ha, a w 1956 – 7590 ha. W skład Nadleśnictwa Rudawa wchodziły leśnictwa: Łąki, Rudka, Głuszec, Bielsko, Lisia Góra, Jelonek, Rudniki, Borek, Pstrągi, Suszka, Cisowo, Łękinia. Leśnictwo Cisowo w 1953 weszło w skład Nadleśnictwa Dyminek.
W 1947 r. utworzone zostało Nadleśnictwo Przechlewo z części leśnictw Nadleśnictwa Niedźwiady oraz lasów prywatnych. W 1949 obejmowało ono powierzchnię 4776 ha. W skład nadleśnictwa wchodziły leśnictwa: Lipczynek, Nowa Brda II, Nowa Wieś, Przechlewo, Podłużne i Lisewo.
1 stycznia 1973 połączono Nadleśnictwa Niedźwiady, Rudawa i Przechlewo w jedną jednostkę administracyjną jako Nadleśnictwo Niedźwiady. Dawny podział nadleśnictw zachowano jako podział na obręby leśne. Siedziba nadleśnictwa początkowo znajdowała się w Niedźwiadach, a w 1979 została przeniesiona do Przechlewa. W 1979 r. nadleśnictwo obejmowało powierzchnię 24 989 ha.

.

## Leśnictwa
W skład Nadleśnictwa Niedźwiady wchodzi 16 leśnictw:
- Leśnictwo Stara Brda
- Leśnictwo Pustowo
- Leśnictwo Kamionka
- Leśnictwo Żołna
- Leśnictwo Nowa Brda
- Leśnictwo Łabędzie Bagno
- Leśnictwo Lipczynek
- Leśnictwo Nowa Wieś
- Leśnictwo Przechlewko
- Leśnictwo Lisewo
- Leśnictwo Łękinia
- Leśnictwo Bielsko
- Leśnictwo Rudka
- Leśnictwo Knieja
- Leśnictwo Uroczysko
- Leśnictwo Głuszec

Do nadleśnictwa należy również Gospodarstwo Nasienno-Szkółkarskie w Niedźwiadach.

## Ochrona przyrody

### Obszary chronionego krajobrazu
W zasięgu terytorialnym nadleśnictwa znajdują się trzy obszary chronionego krajobrazu: 
- „Fragment Borów Tucholskich”” – 1132,01 ha
- „Obszar na południowy wschód od Jeziora Bielsko” – 145,85 ha
- „Okolice jezior Krępsko i Szczytno” – 1510,18 ha

### Rezerwaty przyrody
Na terenie Nadleśnictwa Niedźwiady znajdują się cztery rezerwaty przyrody: 
- Rezerwat przyrody Bagnisko Niedźwiady – 47,76 ha
- Rezerwat przyrody Bocheńskie Błoto – 15,86 ha
- Rezerwat przyrody Jezioro Krasne – 42,62 ha
- Rezerwat przyrody Przytoń – 18,05 ha

### Obszary Natura 2000
Na terenie Nadleśnictwa Niedźwiady znajdują się trzy obszary Natura 2000: 
- Obszar mający znaczenie dla Wspólnoty SCI „Nowa Brda” PLH 220078 – 10 020,88 ha
- Obszar mający znaczenie dla Wspólnoty SCI „Sporysz” PLH 220064 – 481,10 ha
- Obszar mający znaczenie dla Wspólnoty SCI „Jezioro Krasne” PLH 220035 – 97,45 ha

### Pomniki przyrody
Na terenie nadleśnictwa znajduje się 18 pomników przyrody – pojedynczych drzew dębu szypułkowego. 16 dębów rośnie nad Brdą w pobliżu Starej Brdy. Jeden dąb znajduje się w Niedźwiadach oraz jeden w Suszce, któremu nadano nazwę „Zygmunt”..

## Turystyka
- Ścieżka rowerowa „Wokół Jeziora Lipczyno” – 18,5 km – trasa prowadzi z Ośrodka Wypoczynkowego w Lipczynku wokół jezior Lipczyno Wielkie i Małe, przez Żołnę, nad Bagnisko Niedźwiady i Jezioro Płosno, przez Nową Brdę do Lipczynka.
- Ścieżka rowerowa „Do Zawady i nad Jezioro Szczytno” – 17 km – trasa prowadzi z Ośrodka Sportu i Rekreacji nad Jeziorem Końskim, przez Szczytno i Zawadę, następnie wzdłuż jezior Szczytno Wielkie i Długie do Przechlewa.
- Ścieżka rowerowa „Do Przechlewka i nad Jezioro Krasne” – 14,5 km – trasa prowadzi z Ośrodka Wypoczynkowego w Lipczynku do Centrum Edukacyjno-Szkoleniowego przy leśniczówce Przechlewko, następnie przez wieś Przechlewko i Rezerwat przyrody Jezioro Krasne do Lipczynka.
- Ścieżka rowerowa „Do Imielna i nad Jezioro Gwiazda” – 16,5 km – trasa prowadzi z Ośrodka Sportu i Rekreacji nad Jeziorem Końskim nad Jezioro Rąbki (Mazur), przez Jemielno i Płaszczycę, następnie wzdłuż jezior Gwiazda i Pijawka, przez Lisewo do Przechlewa[4].